# Tramitichromis lituris
Tramitichromis lituris är en fiskart som först beskrevs av Trewavas, 1931.  Tramitichromis lituris ingår i släktet Tramitichromis och familjen Cichlidae. IUCN kategoriserar arten globalt som livskraftig. Inga underarter finns listade i Catalogue of Life.